# Желехув
Желе́хув (пол. Żelechów, Желє́хув) — місто в східній Польщі.
Належить до Гарволінського повіту Мазовецького воєводства.

## Демографія
Демографічна структура станом на 31 березня 2011 року:
|          | Загалом | Допрацездатний вік | Працездатний вік | Постпрацездатний вік |
| -------- | ------- | ------------------ | ---------------- | -------------------- |
| Чоловіки | 2036    | 448                | 1439             | 149                  |
| Жінки    | 2119    | 428                | 1327             | 364                  |
| Разом    | 4155    | 876                | 2766             | 513                  |

## Особистості

### Народилися
- Михайло Грейм (1828—1911) — художник-фотограф, нумізмат.